# Семків Тарас Володимирович
Тара́с Володи́мирович Се́мків — майор морської піхоти Збройних сил України, учасник російсько-української війни.

## З життєпису
Станом на серпень 2018 року — капітан, начальник штабу, перший заступник командира 137-го окремого батальйону морської піхоти.

## Нагороди та вшанування
- Указом Президента України № 878/2019 від 4 грудня 2019 року за «особисті заслуги у зміцненні обороноздатності Української держави, мужність і самовіддані дії, виявлені у захисті державного суверенітету та територіальної цілісності України, зразкове виконання військового обов'язку» нагороджений орденом Богдана Хмельницького III ступеня[2].
- Указом Президента України № 144/2018 від 22 травня 2018 року за «особисту мужність, виявлену у захисті державного суверенітету i територіальної цілісності України, зразкове виконання військового обов'язку та з нагоди Дня морської піхоти України» нагороджений медаллю «За військову службу Україні»[3].